# Den sista människan
Den sista människan är även den svenska titeln för boken The Last Man från 1826 av Mary Shelley
Den sista människan (tyska: der letzte Mensch) är en term som användes av filosofen Friedrich Nietzsche i "Så talade Zarathustra" för att beskriva motsatsen till hans idé om en överlägsen varelse, "Övermänniskan", som Nietzsches Zarathustra anser snart ska komma. Denna "övermänniska" kan ställas i kontrast till en viljesvag individ, trött på livet, tar inga risker, söker bara bekvämlighet och säkerhet: den sista människan.
Nietzsche påstod att den västerländska civilisationen rör sig allt mer mot den sista människan, en apatisk varelse, som inte har någon stor passion eller något engagemang, som inte kan att drömma, som endast tjänar sitt levebröd och överlever. En som äter för att överleva och endast överlever för att kunna äta. Nietzsche ansåg att inget stort är möjligt för den sista människan.
En av Nietzsches största rädslor var den allt smygande medelmåttan till följd av den nya demokratiska "friheten" och universella jämlikheten i samhället. Om "övermänniskan" representerade sitt ideal – idealet om en att vara stark nog att skapa en ny moral, stark nog att leva utan trösten av en egalitaristisk etik och stark nog att erkänna och omfamna "den eviga återkomsten". Idén om att de omständigheter som skapat personen och det öde hon skapat åt sig kommer ständigt att skapa henne åter som den ultimata verkligheten - raka motsatsen till "den sista människan".
Nietzsche ansåg att den sista människan skulle kunna vara ett svar på nihilism. Men alla konsekvenserna av guds död hade inte visat sig ännu. Som han sa: "Själva evenemanget är alltför stort, alltför avlägset, alltför långt från massans förmåga till förståelse trots att det redan verkar vara här."